# 永康市大司巷小学
永康市大司巷小学是中华人民共和国浙江省永康市的一所小学。校训为“博学，睿智，慎思，笃行”。

## 历史
大司巷小学历史悠久，始建于清光绪二十七年（1901年）。宣统元年（1909年），称永康县立高等小学堂。民国22年（1933年）始称大司巷小学。后至文革前夕先后易名为松石镇中心小学、永康师范附属小学、环城区中心小学等；文革期间，则曾更名为印邮“五七”学校、东方红小学。1982年复称大司巷小学。

## 现状
大司巷小学现占地11095平方米，开设57个教学班，实行寄宿与走读并行的形式，并开设有附属幼儿园，设18个幼儿班，共有在校生3320名，正式教职员工158名。

## 备注和来源
1. ↑  原为“文明，勤奋，活泼，创新”

- 永康市大司巷小学[永久]